# Ингеборга Трюггведоттир
Ингеборга Трюггведоттир — дочь Трюггви Олафссона, правнучка Харальда Прекрасноволосого и старшая сестра короля Норвегии Олафа Трюггвасона. Мать Ингеборги, Астрид (норв. Astrid), была дочерью бонда Эйрика Бьодаскалли, «могущественного мужа» из Опростадира (ныне Обрестад, Ругаланн).

## Семья
Жена Рагнвальда Ульфсона, двоюродного брата княгини Ингегерд (жены Ярослава Мудрого) и посадника в Ладоге (Альдейгьюборге).
Дети:
- Ульв (Улеб) Рагнвальдсон — упомянут в летописи под 1032 годом, как воевода новгородцев в походе на «Железные Ворота».
- Эйлив Рагнвальдсон — по скандинавским источникам, стал ярлом (посадником) в Ладоге после смерти отца.